# Hoisbauern-Heimalm
Die Hoisbauern-Heimalm (auch Hoisalm und Hoisbauernalm) ist eine Alm in der Gemeinde Dorfgastein im österreichischen Bundesland Salzburg.

## Lage und Charakteristik
Die Hoisbauern-Heimalm liegt an den südwestlichen Hängen der Gasteiner Höhe in der Ankogelgruppe. Sie gehört zur Ortschaft Maierhofen und zur Katastralgemeinde Klammstein.
Eine Almhütte steht auf einer Höhe von 1463 m ü. A. Sie kann über den Maierhofer Güterweg erreicht werden. Die Hoisbauern-Heimalm wird als Senn-Alm bewirtschaftet. Sie ist Teil des Jagdgebiets Dorfgastein Nordost.
Das Gelände fällt Richtung Süden in das Tal des Schwarzerbachs ab, eines rechtsseitigen Nebenbachs der Gasteiner Ache. Nördlich der Hoisbauern-Heimalm erstreckt sich eine Rotwild-Ruhezone, die von 1. November bis 31. Mai nicht betreten werden darf. In den 1950er Jahren wurde bei Felsen südlich der Alm Zwerg-Augentrost (Euphrasia minima) gefunden.

## Geschichte
Im von 1823 bis 1830 erstellten Franziszeischen Kataster ist im Bereich der heutigen Almhütte ein unbenanntes Gebäude verzeichnet.